# Mont Blanc de Courmayeur
Mont Blanc de Courmayeur (Italienska: Monte Bianco di Courmayeur) är den sekundära toppen av Mont Blanc; den ligger på den italienska sidan av Mont Blanc-massivet, och är den näst högsta toppen i Alperna.
Toppen ligger sydost om huvudtoppen Mont Blanc, till vilken den är förbunden via passet Col Major. Toppen kan nås via Bosses-ryggen, eller Peuterey- och Brouillard-ryggarna.
Mont Blanc de Courmayeur ligger enligt italienska Istituto Geografico Militares (IGM) karta helt och håller i Italien,  men det franska Institut Géographique National (IGN) anger att toppen ligger på gränsen mellan Frankrike och Italien.